# Jabulani Linje
Jabulani Linje (* 7. listopadu 1994 Lilongwe) je fotbalista.

## Klubová kariéra
S kariérou začal v Kamuzu Barracks FC v roce 2011. Ve své kariéře hrával za Civo United FC, Mighty Wanderers FC a YSCC Yokohama.

## Reprezentační kariéra
Linje odehrál za Fotbalová reprezentace Malawi v letech 2017–2018 celkem 7 reprezentačních utkání.

## Statistiky
| Malawi | Malawi | Malawi |
| Roky   | Záp.   | Góly   |
| ------ | ------ | ------ |
| 2017   | 4      | 0      |
| 2018   | 3      | 0      |
| Celkem | 7      | 0      |

## Úspěchy

### Klubové
Mighty Wanderers FC
- Super League of Malawi: 2017